# Brett Holman
Brett Holman (Bankstown, 27 maart 1984) is een Australisch voormalig betaald voetballer die zowel op het middenveld als in de aanval kon spelen. In februari 2006 debuteerde hij in het Australisch voetbalelftal, waarvoor hij tot 2014 in totaal 63 interlands speelde.

## Clubcarrière

### Australië
Holman maakte in 2001 zijn debuut in het betaald voetbal bij Parramatta Power, nadat hij eind 2000 op 16-jarige leeftijd zijn opleiding stopzette en een contract tekende bij de Australische club. Op 5 januari 2001 speelde hij zijn eerste competitiewedstrijd tegen Adelaide City Force. In de met 3-0 verloren wedstrijd kwam hij in de 78e minuut op het veld voor Milan Blagojevic. Holman speelde in het seizoen 2001/2002 twaalf duels, waarin hij vijf keer scoorde.

### Nederland
In 2002 vertrok Brett Holman naar Feyenoord, waar hij op 5 juli een vijfjarig contract tekende. De Australische voetbalcoach David Mitchell had Holman aanbevolen bij de club. Hij zou echter geen wedstrijd spelen voor Feyenoord, daar hij direct uitgeleend werd aan Excelsior. Voor Excelsior maakte hij op 17 augustus zijn debuut in een met 0-2 verloren competitiewedstrijd tegen de uiteindelijke kampioen PSV. Hij kreeg van de toenmalige trainer Adrie Koster vanaf het begin van het seizoen een basisplaats. Op 29 september 2002 maakte hij zijn eerste doelpunt in dienst van Excelsior. In de 90e minuut van de met 0-3 gewonnen wedstrijd tegen RKC Waalwijk maakte hij het derde doelpunt op aangeven van Saïd Boutahar. Excelsior degradeerde aan het einde van het seizoen 2002/03 uit de Eredivisie. Hij speelde de drie daaropvolgende seizoenen vrijwel alle competitiewedstrijden en dwong met zijn medespelers in het seizoen 2005/06 promotie af naar de Eredivisie. In de seizoenen 2004/05 en 2005/06 maakte Holman respectievelijk dertien en veertien doelpunten. Op 22 maart 2004 maakte hij in een competitiewedstrijd tegen Heracles Almelo op aangeven van Juanito Sequeira na slechts elf seconden de 0-1 voor Excelsior. Daarmee kwam hij drie seconden tekort om het record van Koos Waslander te evenaren.
Na vier seizoenen op huurbasis te hebben gespeeld bij Excelsior bereikte Feyenoord op 25 juli 2006 overeenstemming met N.E.C. over een transfer van Brett Holman. Hij tekende een driejarig contract. Naast N.E.C. hadden ook ADO Den Haag, FC Groningen, Willem II en Austria Wien interesse in Holman. De trainer van de Oostenrijkse club, Frenk Schinkels gaf aan dat hij op zoek was naar een snelle en dynamische aanvaller en daarom Brett Holman graag over zou nemen van Feyenoord. Op 24 september liep Holman in de wedstrijd tegen AFC Ajax een hersenschudding op na een botsing met Kenneth Pérez, wat hem enkele weken aan de kant hield. Hij maakte op 7 april 2007 namens N.E.C. doelpunten tegen PSV in de 22e en 24e minuut. N.E.C. won met 2-1, Holman werd uitgeroepen tot man van de wedstrijd en kreeg in de laatste minuut samen met Romano Denneboom een publiekswissel van trainer Mario Been. Aan het einde van het seizoen 2007/08 sprak N.E.C. zijn verwachting uit Holman kwijt te raken en gaf het aan Lasse Schöne als zijn mogelijke opvolger te zien. Louis van Gaal, de toenmalige trainer AZ gaf daarnaast aan concrete interesse te hebben in Brett Holman. In de transferzomer van 2008 tekende hij een meerjarig contract bij AZ, voor een bedrag van rond de drie miljoen euro. Zijn eerste doelpunt volgde op 1 november in een 3-3 gelijkspel tegen sc Heerenveen, nadat hij na rust op het veld was gekomen voor Nick van der Velden. In de transferzomer van 2009, na afloop van het Wereldkampioenschap voetbal 2010, waar Australië in de eerste ronde strandde, werd er in de media gezinspeeld op een vertrek van Holman bij AZ. Zelf gaf hij aan zich goed te voelen bij de club en bij AZ te willen blijven. In de voorbereidingsperiode op het seizoen 2010/11 leidde hij AZ naar een 2-0 winst op het Kazachse FK Aktobe. Het seizoen verliep zonder problemen voor Holman, al miste hij enkele competitiewedstrijden in het begin van 2011 door zijn activiteit voor het Australisch voetbalelftal. Voorafgaand aan het seizoen 2011/12 gaf AZ aan Holman een contractverlenging aan te willen bieden. Nadat hij op 11 oktober 2011 met Australië een WK-kwalificatiewedstrijd speelde en hij trefzeker was, vloog hij vrijwel direct terug naar Nederland, waar hij op 13 oktober arriveerde. Twee dagen later speelde hij mee in de klassieker tegen Ajax, waarin hij opnieuw trefzeker was. In de veertiende minuut scoorde hij de 0-1. Twee weken later gaf trainer Gertjan Verbeek aan alles eraan te willen doen om Brett Holman zo lang mogelijk bij AZ te houden. Op 30 november gaf Holman echter aan zijn contract niet te willen verlengen. In maart 2012 nam daarop het Engelse Aston Villa hem transfervrij over van AZ.

### Engeland
Holman werd op 1 juli 2012 officieel een speler van Aston Villa. Op 14 juli maakte hij zijn debuut in de tweede helft van een vriendschappelijke wedstrijd tegen Burton Albion en maakte hij bovendien zijn eerste doelpunt voor de club, wat hem lof opleverde van zijn trainer Paul Lambert. Op 1 december 2012 maakte Holman zijn eerste competitiedoelpunt in een uitwedstrijd tegen Queens Park Rangers FC.

### Verenigde Arabische Emiraten
Na een seizoen bij Aston Villa gespeeld te hebben besloot Holman over te stappen naar een andere competitie. Hij tekende een contract bij Al-Nasr SC, een club die uitkomt in de VAE Liga. Zijn keuze werd veroordeeld en bekritiseerd door onder meer oud-international Robert Slater, die stelde dat het voetbal in de Emiraten enkel draait om geld en de keuze om daarvoor te kiezen onverstandig en zwak was. Mede-internationals Alex Brosque en Mark Bresciano trokken eerder naar het Midden-Oosten. In 2015 stapte hij over naar competitiegenoot Emirates CSC.

### Terug naar Australië
In de zomer van 2016 hield Holman zijn conditie op peil bij N.E.C.. Op 1 september 2016 tekende hij een contract bij Brisbane Roar dat uitkomt in de A-League. Medio 2019 liep zijn contract af.

## Interlandcarrière

### Australië
Holman werd in september 2003 voor het eerst opgeroepen voor het Australisch voetbalelftal, net als Jon McKain en Ljubo Milićević. Bondscoach Farina miste zeven vaste krachten door blessures waardoor er voor onder andere Holman ruimte kwam. Hij maakte in de interland tegen Jamaica echter niet zijn debuut. Begin 2006 werd hij door toenmalig bondscoach Guus Hiddink opnieuw opgeroepen voor een kwalificatiewedstrijd voor de Azië Cup 2007 tegen Bahrein. Hij verving Michael Thwaite na rust en ontving in de 73e minuut van scheidsrechter Subkhiddin Mohd Salleh gelijk zijn eerste kaart. Vervolgens speelde hij voornamelijk vriendschappelijke interlands. Op 24 maart 2007 maakte Holman onder interim-coach Graham Arnold zijn eerste doelpunt voor Australië. In de achtste minuut van de met 0-2 gewonnen vriendschappelijke wedstrijd tegen China scoorde hij de 0-1.
Brett Holman behoorde tot de selectie voor de Azië Cup 2007, het eerste Aziatische toernooi waaraan Australië deelnam na de overstap van de OFC naar de AFC in januari 2007. Hij speelde mee in de drie groepswedstrijden maar kreeg geen speelminuten in de kwartfinale tegen Japan, die door Japan werd gewonnen na strafschoppen.

#### WK 2010
Met Australië was Holman actief op het kwalificatietoernooi voor het Wereldkampioenschap voetbal 2010. Van de veertien gespeelde kwalificatiewedstrijden kreeg hij van bondscoach Pim Verbeek in twaalf wedstrijden speelminuten. Op 10 juni 2009 speelde hij mee in de voorlaatste kwalificatiewedstrijd tegen Bahrein, die met 2-0 werd gewonnen. Op 10 oktober speelde Australië ter voorbereiding op het Wereldkampioenschap een vriendschappelijke wedstrijd tegen Nederland. In Sydney werd toen niet gescoord. Holman, die de volledige wedstrijd meespeelde, speelde tegen zijn clubgenoten David Mendes da Silva, Stijn Schaars en Demy de Zeeuw.
Bondscoach Verbeek nam Holman in juni 2010 mee naar het Wereldkampioenschap voetbal in Zuid-Afrika, waar Australië in groep D geloot was. Op 13 juni werd de eerste groepswedstrijd tegen Duitsland verloren met 4-0. Na rust verving hij Vince Grella, maar hij kon de 2-0-achterstand van dat moment niet ombuigen; hij leverde slechts één schot af gedurende de tweede helft. In de twee daaropvolgende wedstrijden was hij succesvoller. Tegen Ghana scoorde hij in de elfde minuut de 0-1, maar scheidsrechter Roberto Rosetti verhinderde een Australische overwinning door in de 25e minuut Ghana een strafschop toe te kennen. In de laatste groepswedstrijd, die beslissend was voor zowel Ghana als Australië, scoorde hij in de 74e minuut de 2-0, negen minuten nadat hij Carl Valeri had vervangen. De wedstrijd zou uiteindelijk in een 2-1-overwinning eindigen, wat omwille van het betere doelsaldo van Ghana niet genoeg zou zijn voor een tweede positie in de groep.

#### Azië Cup 2011
Eind 2010 eiste de Australische voetbalbond de beschikbaarheid van Holman voor het Australisch voetbalelftal op in januari 2011, hetgeen leidde tot frustratie bij AZ. Bijgevolg miste hij een trainingskamp in Turkije tijdens de winterstop en twee competitiewedstrijden. Op de Azië Cup 2011, waarvoor Holman voornamelijk was opgeroepen, scoorde hij in de eerste wedstrijd, tegen India, die met 0-4 werd gewonnen, de 0-3 op aangeven van Brett Emerton. Hij speelde alle wedstrijden, inclusief de finale tegen Japan op 29 januari 2011. Japan won na verlenging met 0-1. Holman ontbrak in de laatste 55 minuten, daar hij gewisseld werd voor Emerton.

#### WK 2014
Holman werd eind augustus 2011 opgeroepen voor de eerste wedstrijd in het kwalificatietoernooi van het Wereldkampioenschap voetbal 2014. Hij speelde mee in de eerste kwalificatiewedstrijd tegen Thailand, die met 2-1 gewonnen werd. In de blessuretijd werd hij door Holger Osieck gewisseld voor James Troisi. Hij ontbrak alleen in de laatste wedstrijd van de eerste ronde, aangezien Australië voorafgaand daaraan al zeker was van een plaats in de volgende en beslissende ronde. Op 18 juni 2013 kwalificeerde hij zich met Australië voor het mondiale eindtoernooi door te winnen van Irak. In de 83e minuut maakte Joshua Kennedy het enige doelpunt. Als het bij een gelijkspel was gebleven, was Australië afhankelijk geweest van de uitslag van de wedstrijd tussen Jordanië en Oman.
Twee weken voor de bekendmaking van de selectie voor het wereldkampioenschap door bondscoach Ange Postecoglou maakte Holman bekend niet meer te zullen uitkomen voor het Australisch voetbalelftal. Op 30 april zei hij meer tijd aan zijn gezin en familie te willen besteden en dat niet te kunnen combineren met het interlandvoetbal.
Het Australisch voetbalelftal verloor nooit een wedstrijd waarin Holman scoorde. Zeven keer werd gewonnen en tweemaal werd gelijkgespeeld.
| Interlands van Brett Holman voor Australië | Interlands van Brett Holman voor Australië | Interlands van Brett Holman voor Australië | Interlands van Brett Holman voor Australië | Interlands van Brett Holman voor Australië | Interlands van Brett Holman voor Australië | Interlands van Brett Holman voor Australië |
| №                                          | Datum                                      | Wedstrijd                                  | Uitslag                                    | Soort wedstrijd                            | Doelpunten                                 |                                            |
| Als speler bij Excelsior Rotterdam         | Als speler bij Excelsior Rotterdam         | Als speler bij Excelsior Rotterdam         | Als speler bij Excelsior Rotterdam         | Als speler bij Excelsior Rotterdam         | Als speler bij Excelsior Rotterdam         | Als speler bij Excelsior Rotterdam         |
| ------------------------------------------ | ------------------------------------------ | ------------------------------------------ | ------------------------------------------ | ------------------------------------------ | ------------------------------------------ | ------------------------------------------ |
| 1.                                         | 22 februari 2006                           | Bahrein – Australië                        | 1 – 3                                      | Kwalificatie Azië Cup 2007                 | 0                                          |                                            |
| Als speler bij N.E.C.                      |                                            |                                            |                                            |                                            |                                            |                                            |
| 2.                                         | 6 september 2006                           | Koeweit – Australië                        | 2 – 0                                      | Kwalificatie Azië Cup 2007                 | 0                                          |                                            |
| 3.                                         | 14 november 2006                           | Australië – Ghana                          | 1 – 1                                      | Vriendschappelijk                          | 0                                          |                                            |
| 4.                                         | 6 februari 2007                            | Denemarken – Australië                     | 3 – 1                                      | Vriendschappelijk                          | 0                                          |                                            |
| 5.                                         | 24 maart 2007                              | China – Australië                          | 0 – 2                                      | Vriendschappelijk                          | 1                                          |                                            |
| 6.                                         | 2 juni 2007                                | Australië – Uruguay                        | 1 – 2                                      | Vriendschappelijk                          | 0                                          |                                            |
| 7.                                         | 30 juni 2007                               | Singapore – Australië                      | 0 – 3                                      | Vriendschappelijk                          | 0                                          |                                            |
| 8.                                         | 8 juli 2007                                | Australië – Oman                           | 1 – 1                                      | Azië Cup 2007                              | 0                                          |                                            |
| 9.                                         | 13 juli 2007                               | Irak – Australië                           | 3 – 1                                      | Azië Cup 2007                              | 0                                          |                                            |
| 10.                                        | 16 juli 2007                               | Thailand – Australië                       | 0 – 4                                      | Azië Cup 2007                              | 0                                          |                                            |
| 11.                                        | 11 september 2007                          | Australië – Argentinië                     | 0 – 1                                      | Vriendschappelijk                          | 0                                          |                                            |
| 12.                                        | 6 februari 2008                            | Australië – Qatar                          | 3 – 0                                      | Kwalificatie WK 2010                       | 0                                          |                                            |
| 13.                                        | 26 maart 2008                              | China – Australië                          | 0 – 0                                      | Kwalificatie WK 2010                       | 0                                          |                                            |
| 14.                                        | 1 juni 2008                                | Australië – Irak                           | 1 – 0                                      | Kwalificatie WK 2010                       | 0                                          |                                            |
| 15.                                        | 7 juni 2008                                | Irak – Australië                           | 1 – 0                                      | Kwalificatie WK 2010                       | 0                                          |                                            |
| 16.                                        | 14 juni 2008                               | Qatar – Australië                          | 1 – 3                                      | Kwalificatie WK 2010                       | 0                                          |                                            |
| Als speler bij AZ                          |                                            |                                            |                                            |                                            |                                            |                                            |
| 17.                                        | 19 augustus 2008                           | Australië – Zuid-Afrika                    | 2 – 2                                      | Vriendschappelijk                          | 0                                          |                                            |
| 18.                                        | 6 september 2008                           | Nederland – Australië                      | 1 – 2                                      | Vriendschappelijk                          | 0                                          |                                            |
| 19.                                        | 10 september 2008                          | Oezbekistan – Australië                    | 0 – 1                                      | Kwalificatie WK 2010                       | 0                                          |                                            |
| 20.                                        | 15 oktober 2008                            | Australië – Qatar                          | 4 – 0                                      | Kwalificatie WK 2010                       | 0                                          |                                            |
| 21.                                        | 19 november 2008                           | Bahrein – Australië                        | 0 – 1                                      | Kwalificatie WK 2010                       | 0                                          |                                            |
| 22.                                        | 11 februari 2009                           | Japan – Australië                          | 1 – 1                                      | Kwalificatie WK 2010                       | 0                                          |                                            |
| 23.                                        | 1 april 2009                               | Australië – Oezbekistan                    | 2 – 0                                      | Kwalificatie WK 2010                       | 0                                          |                                            |
| 24.                                        | 6 juni 2009                                | Qatar – Australië                          | 0 – 0                                      | Kwalificatie WK 2010                       | 0                                          |                                            |
| 25.                                        | 10 juni 2009                               | Australië – Bahrein                        | 2 – 0                                      | Kwalificatie WK 2010                       | 0                                          |                                            |
| 26.                                        | 12 augustus 2009                           | Ierland – Australië                        | 0 – 3                                      | Vriendschappelijk                          | 0                                          |                                            |
| 27.                                        | 5 september 2009                           | Zuid-Korea – Australië                     | 3 – 1                                      | Vriendschappelijk                          | 0                                          |                                            |
| 28.                                        | 10 oktober 2009                            | Australië – Nederland                      | 0 – 0                                      | Vriendschappelijk                          | 0                                          |                                            |
| 29.                                        | 14 november 2009                           | Oman – Australië                           | 1 – 2                                      | Kwalificatie Azië Cup 2011                 | 0                                          |                                            |
| 30.                                        | 24 mei 2010                                | Australië – Nieuw-Zeeland                  | 2 – 1                                      | Vriendschappelijk                          | 1                                          |                                            |
| 31.                                        | 1 juni 2010                                | Australië – Denemarken                     | 1 – 0                                      | Vriendschappelijk                          | 0                                          |                                            |
| 32.                                        | 13 juni 2010                               | Duitsland – Australië                      | 4 – 0                                      | WK 2010                                    | 0                                          |                                            |
| 33.                                        | 19 juni 2010                               | Ghana – Australië                          | 1 – 1                                      | WK 2010                                    | 1                                          |                                            |
| 34.                                        | 23 juni 2010                               | Australië – Servië                         | 2 – 1                                      | WK 2010                                    | 1                                          |                                            |
| 35.                                        | 11 augustus 2010                           | Slovenië – Australië                       | 2 – 0                                      | Vriendschappelijk                          | 0                                          |                                            |
| 36.                                        | 3 september 2010                           | Zwitserland – Australië                    | 0 – 0                                      | Vriendschappelijk                          | 0                                          |                                            |
| 37.                                        | 7 september 2010                           | Polen – Australië                          | 1 – 2                                      | Vriendschappelijk                          | 1                                          |                                            |
| 38.                                        | 17 november 2010                           | Egypte – Australië                         | 3 – 0                                      | Vriendschappelijk                          | 0                                          |                                            |
| 39.                                        | 5 januari 2011                             | Verenigde Arabische Emiraten – Australië   | 0 – 0                                      | Vriendschappelijk                          | 0                                          |                                            |
| 40.                                        | 10 januari 2011                            | India – Australië                          | 0 – 4                                      | Azië Cup 2011                              | 1                                          |                                            |
| 41.                                        | 14 januari 2011                            | Australië – Zuid-Korea                     | 1 – 1                                      | Azië Cup 2011                              | 0                                          |                                            |
| 42.                                        | 18 januari 2011                            | Australië – Bahrein                        | 1 – 0                                      | Azië Cup 2011                              | 0                                          |                                            |
| 43.                                        | 22 januari 2011                            | Australië – Irak                           | 1 – 0                                      | Azië Cup 2011                              | 0                                          |                                            |
| 44.                                        | 25 januari 2011                            | Oezbekistan – Australië                    | 0 – 6                                      | Azië Cup 2011                              | 0                                          |                                            |
| 45.                                        | 29 januari 2011                            | Japan – Australië                          | 1 – 0                                      | Azië Cup 2011                              | 0                                          |                                            |
| 46.                                        | 29 maart 2011                              | Duitsland – Australië                      | 1 – 2                                      | Vriendschappelijk                          | 0                                          |                                            |
| 47.                                        | 5 juni 2011                                | Australië – Nieuw-Zeeland                  | 3 – 0                                      | Vriendschappelijk                          | 0                                          |                                            |
| 48.                                        | 7 juni 2011                                | Australië – Servië                         | 0 – 0                                      | Vriendschappelijk                          | 0                                          |                                            |
| Als speler bij Aston Villa                 |                                            |                                            |                                            |                                            |                                            |                                            |
| 49.                                        | 2 september 2011                           | Australië – Thailand                       | 2 – 1                                      | Kwalificatie WK 2014                       | 0                                          |                                            |
| 50.                                        | 6 september 2011                           | Saoedi-Arabië – Australië                  | 1 – 3                                      | Kwalificatie WK 2014                       | 0                                          |                                            |
| 51.                                        | 11 oktober 2011                            | Australië – Oman                           | 3 – 0                                      | Kwalificatie WK 2014                       | 1                                          |                                            |
| 52.                                        | 11 november 2011                           | Oman – Australië                           | 1 – 0                                      | Kwalificatie WK 2014                       | 0                                          |                                            |
| 53.                                        | 15 november 2011                           | Thailand – Australië                       | 0 – 1                                      | Kwalificatie WK 2014                       | 1                                          |                                            |
| 54.                                        | 15 augustus 2012                           | Schotland – Australië                      | 3 – 1                                      | Vriendschappelijk                          | 0                                          |                                            |
| 55.                                        | 6 september 2012                           | Libanon – Australië                        | 0 – 3                                      | Vriendschappelijk                          | 0                                          |                                            |
| 56.                                        | 11 september 2012                          | Jordanië – Australië                       | 2 – 1                                      | Kwalificatie WK 2014                       | 0                                          |                                            |
| 57.                                        | 16 oktober 2012                            | Irak – Australië                           | 1 – 2                                      | Kwalificatie WK 2014                       | 0                                          |                                            |
| 58.                                        | 6 februari 2013                            | Roemenië – Australië                       | 3 – 2                                      | Vriendschappelijk                          | 0                                          |                                            |
| 59.                                        | 26 maart 2013                              | Australië – Oman                           | 2 – 2                                      | Kwalificatie WK 2014                       | 1                                          |                                            |
| 60.                                        | 4 juni 2013                                | Japan – Australië                          | 1 – 1                                      | Kwalificatie WK 2014                       | 0                                          |                                            |
| 61.                                        | 11 juni 2013                               | Australië – Jordanië                       | 4 – 0                                      | Kwalificatie WK 2014                       | 0                                          |                                            |
| 62.                                        | 18 juni 2013                               | Australië – Irak                           | 1 – 0                                      | Kwalificatie WK 2014                       | 0                                          |                                            |
| Als speler bij Al-Nasr SC                  |                                            |                                            |                                            |                                            |                                            |                                            |
| 63.                                        | 7 september 2013                           | Brazilië – Australië                       | 6 – 0                                      | Vriendschappelijk                          | 0                                          |                                            |

## Statistieken
| Seizoen         | Club             |                                       | Competitie      | Competitie | Competitie | Beker | Beker | Internationaal | Internationaal | Totaal | Totaal |
| Seizoen         | Club             | Wed.                                  | Competitie      | Dlp.       | Wed.       | Dlp.  | Wed.  | Dlp.           | Wed.           | Dlp.   |        |
| --------------- | ---------------- | ------------------------------------- | --------------- | ---------- | ---------- | ----- | ----- | -------------- | -------------- | ------ | ------ |
| 2000/01         | Parramatta Power | Vlag van Australië                    | NSL             | 1          | 0          | 0     | 0     | —              | —              | 1      | 0      |
| 2001/02         | Parramatta Power | Vlag van Australië                    | NSL             | 12         | 5          | 0     | 0     | —              | —              | 12     | 5      |
| Club totaal     | Club totaal      | Club totaal                           | Club totaal     | 13         | 5          | 0     | 0     | 0              | 0              | 13     | 5      |
| 2002/03         | Excelsior        | Vlag van Nederland                    | Eredivisie      | 30         | 6          | 2     | 0     | —              | —              | 32     | 6      |
| 2003/04         | Excelsior        | Vlag van Nederland                    | Eredivisie      | 34         | 6          | 1     | 1     | —              | —              | 35     | 7      |
| 2004/05         | Excelsior        | Vlag van Nederland                    | Eerste divisie  | 33         | 13         | 2     | 1     | —              | —              | 35     | 14     |
| 2005/06         | Excelsior        | Vlag van Nederland                    | Eerste divisie  | 37         | 14         | 3     | 1     | —              | —              | 40     | 15     |
| Club totaal     | Club totaal      | Club totaal                           | Club totaal     | 134        | 39         | 8     | 3     | 0              | 0              | 142    | 42     |
| 2006/07         | N.E.C.           | Vlag van Nederland                    | Eredivisie      | 32         | 7          | 0     | 0     | —              | —              | 32     | 7      |
| 2007/08         | N.E.C.           | Vlag van Nederland                    | Eredivisie      | 27         | 6          | 2     | 2     | —              | —              | 29     | 8      |
| Club totaal     | Club totaal      | Club totaal                           | Club totaal     | 59         | 13         | 2     | 2     | 0              | 0              | 61     | 15     |
| 2008/09         | AZ               | Vlag van Nederland                    | Eredivisie      | 16         | 1          | 2     | 0     | —              | —              | 18     | 1      |
| 2009/10         | AZ               | Vlag van Nederland                    | Eredivisie      | 24         | 5          | 2     | 1     | 6              | 0              | 32     | 6      |
| 2010/11         | AZ               | Vlag van Nederland                    | Eredivisie      | 26         | 4          | 2     | 0     | 8              | 2              | 36     | 6      |
| 2011/12         | AZ               | Vlag van Nederland                    | Eredivisie      | 25         | 4          | 4     | 0     | 13             | 3              | 42     | 7      |
| Club totaal     | Club totaal      | Club totaal                           | Club totaal     | 91         | 14         | 10    | 1     | 27             | 5              | 128    | 20     |
| 2012/13         | Aston Villa FC   | Vlag van Engeland                     | Premier League  | 27         | 1          | 2     | 1     | —              | —              | 29     | 2      |
| Club totaal     | Club totaal      | Club totaal                           | Club totaal     | 27         | 1          | 2     | 1     | 0              | 0              | 29     | 2      |
| 2013/14         | Al-Nasr SC       | Vlag van Verenigde Arabische Emiraten | VAE Liga        | 26         | 3          | 2     | 0     | 0              | 0              | 28     | 3      |
| 2014/15         | Al-Nasr SC       | Vlag van Verenigde Arabische Emiraten | VAE Liga        | 24         | 5          | 8     | 1     | 0              | 0              | 32     | 6      |
| Club totaal     | Club totaal      | Club totaal                           | Club totaal     | 50         | 8          | 10    | 1     | 0              | 0              | 60     | 9      |
| Carrière totaal | Carrière totaal  | Carrière totaal                       | Carrière totaal | 374        | 80         | 32    | 8     | 27             | 5              | 436    | 89     |

Bijgewerkt tot en met het seizoen 2014/15.

## Erelijst
AZ
- Landskampioen

2008/09
- Johan Cruijff Schaal

2009
Individueel
- Australisch voetballer van het jaar

2011/12